# Porta Nova (Colle di Val d'Elsa)
La porta Nova, o porta Salis o Solis o, ancora, Volterrana, è una delle porte che consentivano l'accesso al borgo medievale di Colle di Val d'Elsa.
Fu costruita in pietra e cotto in sostituzione della porta Selva, distrutta durante l'assedio alla città del 1479.
Affiancata da due potenti bastioni e dotata di un fossato nella parte anteriore (solo recentemente riportato alla luce) rappresenta un superbo esempio di architettura militare rinascimentale.
Il progetto originario viene attribuito a Giuliano da Sangallo.

## Galleria d'immagini

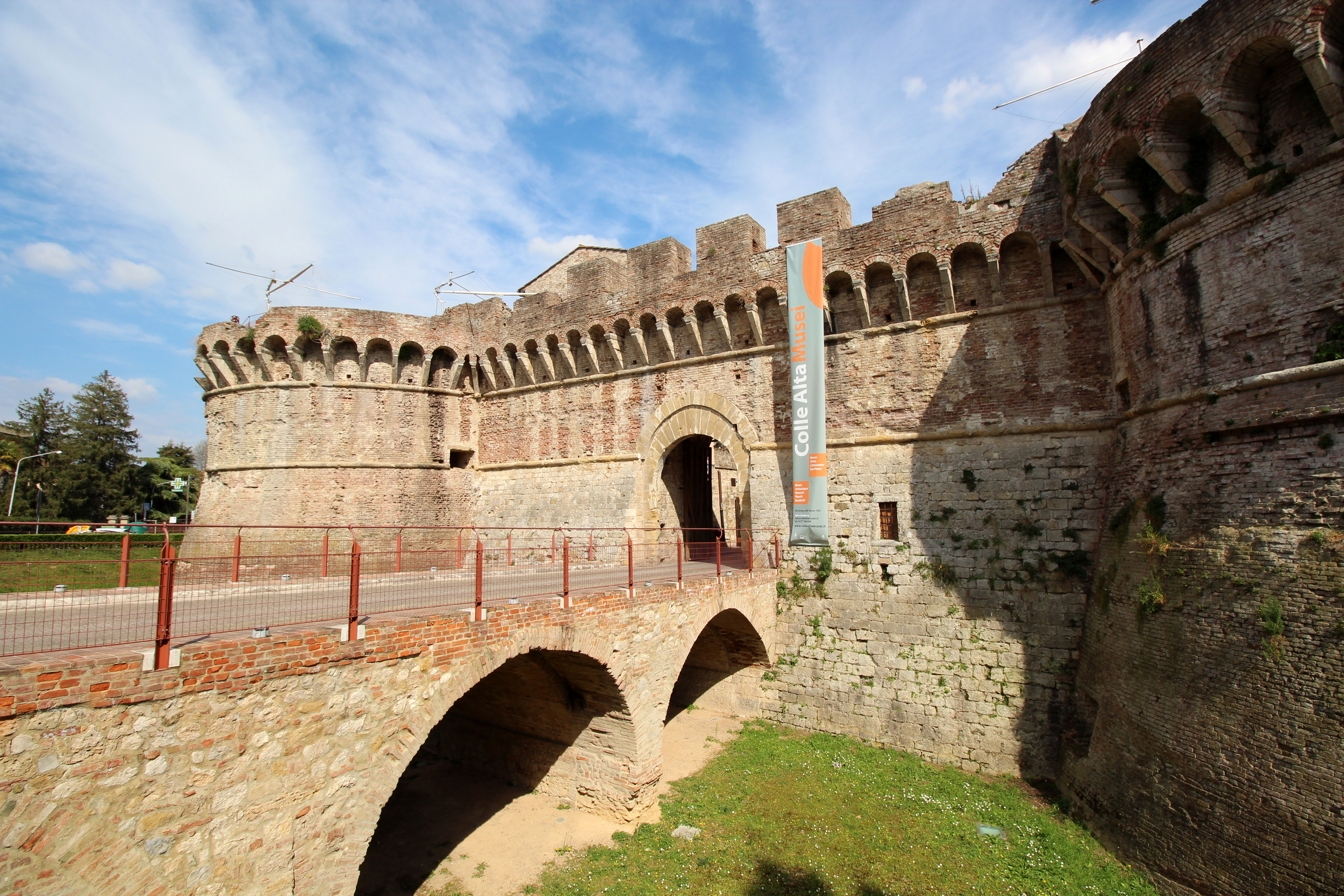
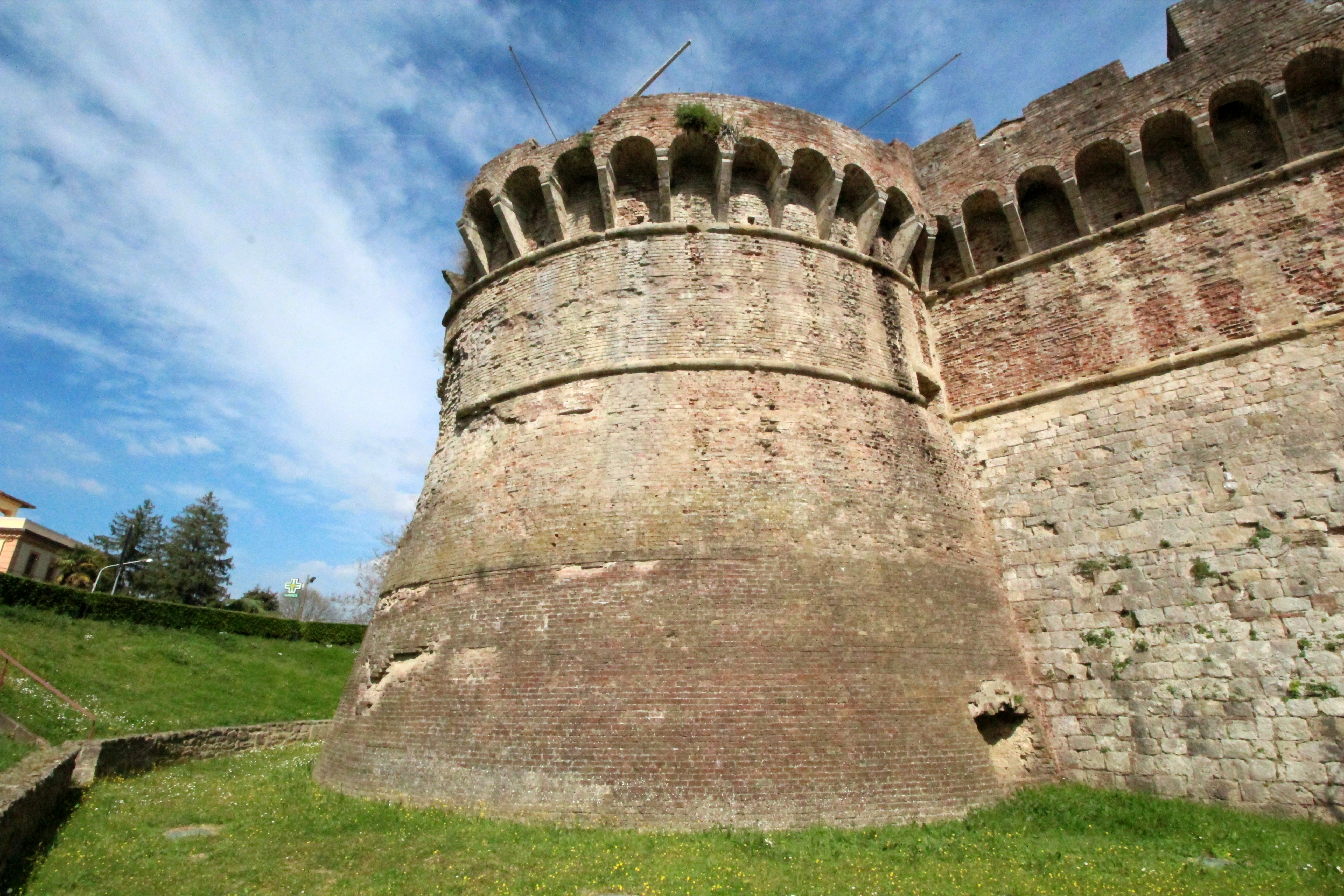
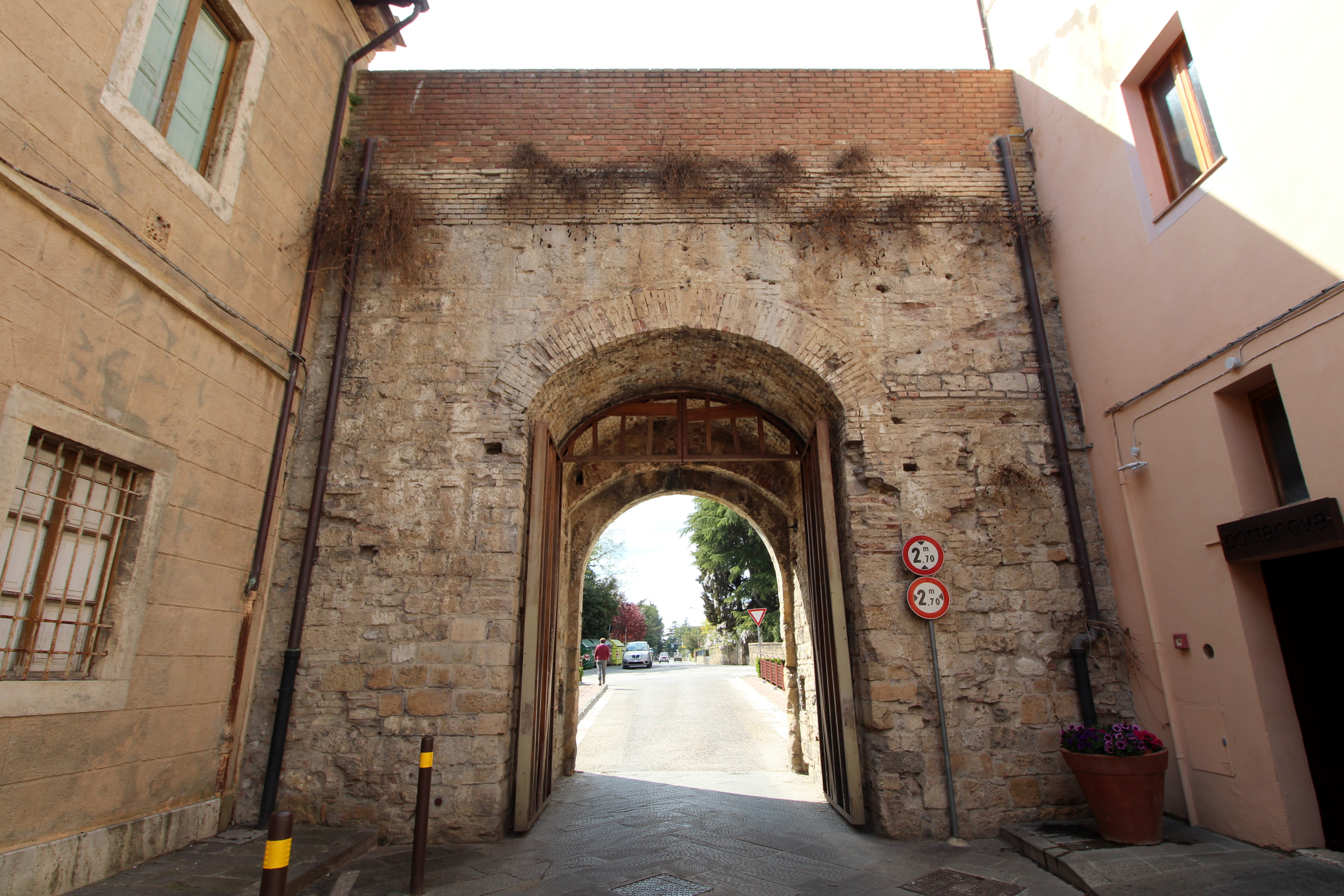
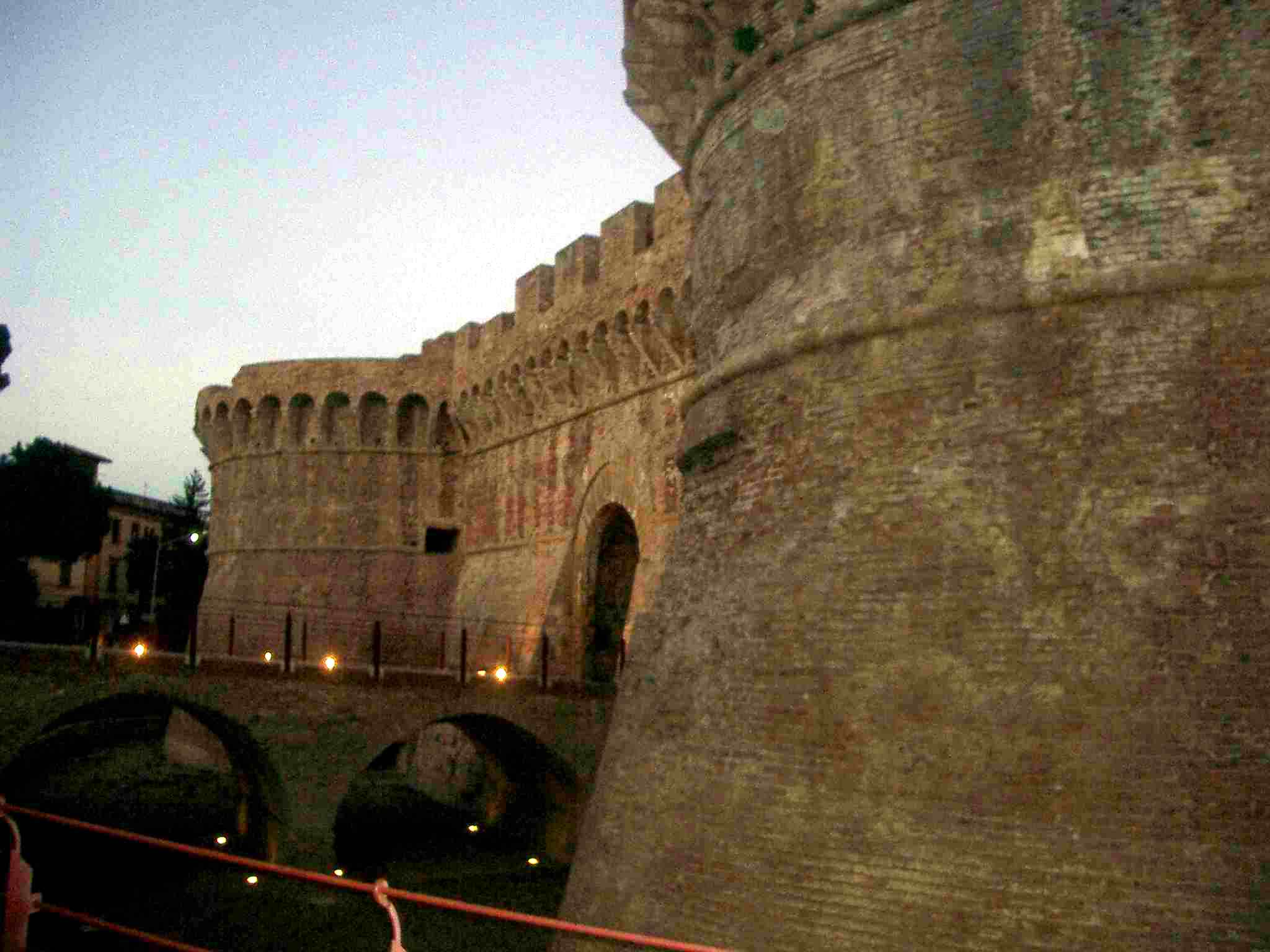